# Christoph Scheidegger
Prof. Dr. Christoph Scheidegger (n. 1961) es un botánico, liquenólogo, suizo . Es investigador del Instituto Federal Suizo de Forestales, Nieve y Paisaje, en Birmensdorf, Suiza. En 1987 obtuvo su PhD en la Universidad de Berna, defendiendo la tesis “Taxonomic revision of the lichen genus Buellia”

## Algunas publicaciones
- •Scheidegger C (1995) Early development of transplanted isidioid soredia of Lobaria pulmonaria in an endangered population. Lichenologist 27: 361-374

- •Bergamini A, Scheidegger C, Stofer S, Carvalho P, Davey S, Dietrich M, Farkas E, Groner U, Ivits E, Kärkkäinen K, Keller C, Koch B, Lökös L, Lommi L, Máguas C, Mitchell R, Pinho P, Rico VJ, Rubio JA, Truscott A-M, Wolseley P, Watt A (2005) Performance of macrolichens and lichen genera as indicators of lichen species richness and composition. Conservation Biology 19, 1051-1062

- •Wagner, H. H., R. Holderegger, S. Werth, F. Gugerli, S. E. Hoebee, C. Scheidegger. 2005. Variogram analysis of the spatial genetic structure of continuous populations using multilocus microsatellite data. Genetics 169:1739-1752

- •Wagner, H. H., S. Werth, J. M. Kalwij, J. C. Bolli, C. Scheidegger. 2006. Modelling forest recolonization by an epiphytic lichen using a landscape genetic approach. Landscape Ecology 21:849-865

- •Walser J-C, Gugerli F, Holderegger R, Kuonen D, Scheidegger, C 2004. Recombination and clonal reproduction in natural populations of Lobaria pulmonaria. Heredity 2004: 1-8

- •Walser J-C, Holderegger R, Gugerli F, Hoebee S, Scheidegger C 2005. Genetic variation at different spatial scales of the epiphytic lichen Lobaria pulmonaria based on fungus-specific microsatellite markers. Molecular Ecology 14:457-467

- •Walser J-C, Zoller S, Büchler U, Scheidegger C (2001) Species-specific detection of Lobaria pulmonaria (lichenized ascomycete) diaspores in litter samples trapped in snow cover. Molecular Ecology 10: 2129-2138

- •Werth, S., H. H. Wagner, F. Gugerli, R. Holderegger, D. Csencsics, J. M. Kalwij, C. Scheidegger. 2006a. Quantifying dispersal and establishment limitation in a population of an epiphytic lichen. Ecology 87:2037-2046

## Honores
- En 2006: profesor honorario en la Universidad de Berna.

- La abreviatura «Scheid.» se emplea para indicar a Christoph Scheidegger como autoridad en la descripción y clasificación científica de los vegetales.[1]